# Чарівна квітка
«Чарівна квітка» — радянський фільм-балет 1974 року, знятий режисером Єлизаветою Кімягаровою на кіностудії «Таджикфільм».

## Сюжет
Фільм-балет за мотивами класичної поеми Мірзо Беділя «Комде та Модан». Історія трагічного кохання індійської танцівниці Комде та таджицького співака та музиканта Модана.

## У ролях
- Люція Рискулова — Комде
- Вадим Тедєєв — Модан
- Курбан Холов — шах
- Генріх Голов'янц — Караван-баші
- Тимур Файзієв — Нолінакх
- Валерій Курундуков — Блазень

## Знімальна група
- Режисер — Єлизавета Кімягарова
- Сценарист — Латиф Файзієв
- Оператор — Вадим Новицький
- Композитор — Володимир Мартинов
- Художник — Володимир Серебровський